# Speicher Kromsdorf
Der Speicher Kromsdorf oder Kromsdorfer See ist ein zwischen Kromsdorf und Süßenborn bei Weimar am Denstedter Weg gelegener Stausee.
Der See ist über die B7 in Richtung Jena über das Gewerbegebiet Süßenborn zu erreichen. Die Staumauer der Talsperre ist unauffällig gestaltet. Der Speicher Kromsdorf ist auf der nach Größe sortierten Liste von Seen in Thüringen mit mehr als 1 ha Fläche unter der Nummer 49 vermerkt. Seine Größe wird  dortmit 7,69 ha angegeben. Das Fassungsvermögen liegt bei 0,19 Mio. m³. Die Höhe des Staudammes beträgt 6,90 m.
Der Stausee wurde 1972 errichtet. Er bezieht sein Wasser über den Kummelgraben bzw. Schmerlgraben. Unweit von diesem Stausee befinden sich der Erlgraben, dessen Wasser allerdings nicht nach dem natürlichen Verlauf den Stausee erreicht, sondern über einen künstlichen Kanal, und das Klärwerk Kromsdorf, von dem wiederum der Kummelgraben abgeht. Die Hauptmenge des angestauten Wassers kommt vom Erlgraben. Genutzt wird der Wasserspeicher hauptsächlich für Brauchwasser für die umliegende Landwirtschaft, aber auch als Badesee und als Angelsee, der stark befischt wird.
Er weist Flachwasserzonen und Krautbänke mit Seerosenfeldern und Wasserpflanzen auf.
Zu den Fischarten im Stausee zählen Karpfen, Zander, Aal, Hecht, Schleie, Plötze, Rotfeder, Karausche, Barsch, Gründling, Giebel und Blei. Die Vegetation der Uferzone setzt sich aus Gras, Röhricht sowie Bäumen und Sträuchern zusammen. Die Ufer sind naturbelassen, der Grund des Sees schlammig und damit ein idealer Lebensraum für die Karpfen. Am Stausee sind auch zahlreiche Wasservögel heimisch.
Der Speicher Kromsdorf ist ein Naturschutzgebiet.